# Zimmermannshammer

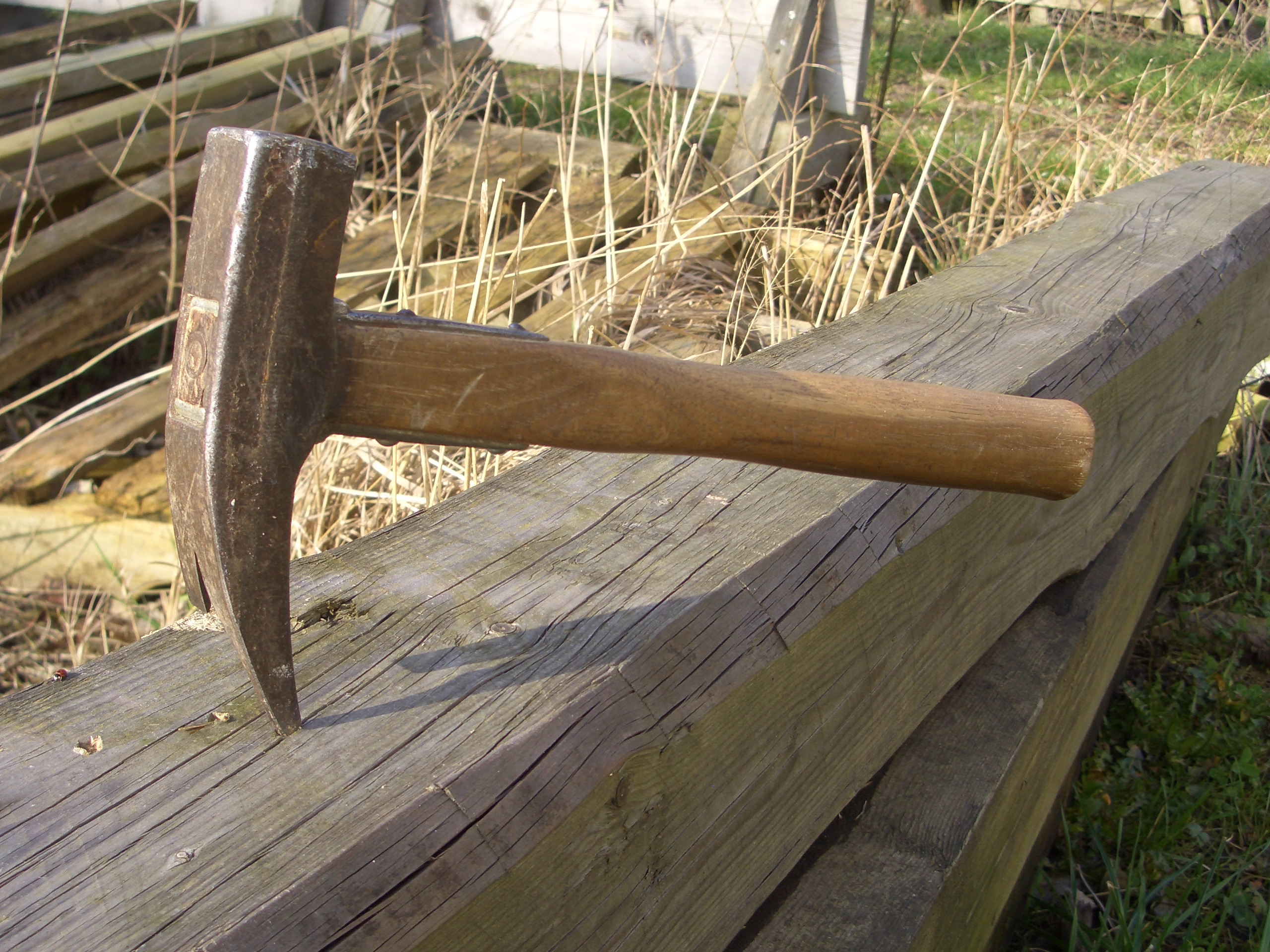
Klassischer Zimmermannshammer mit hölzernem Stiel

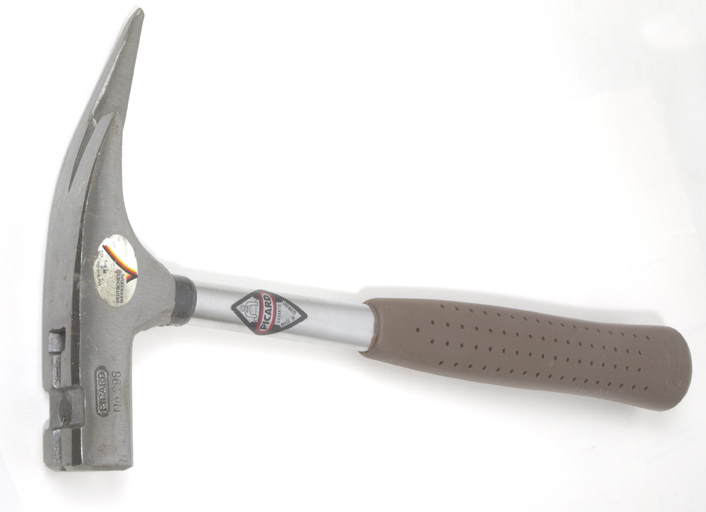
Zimmermannshammer mit Stahlrohrstiel

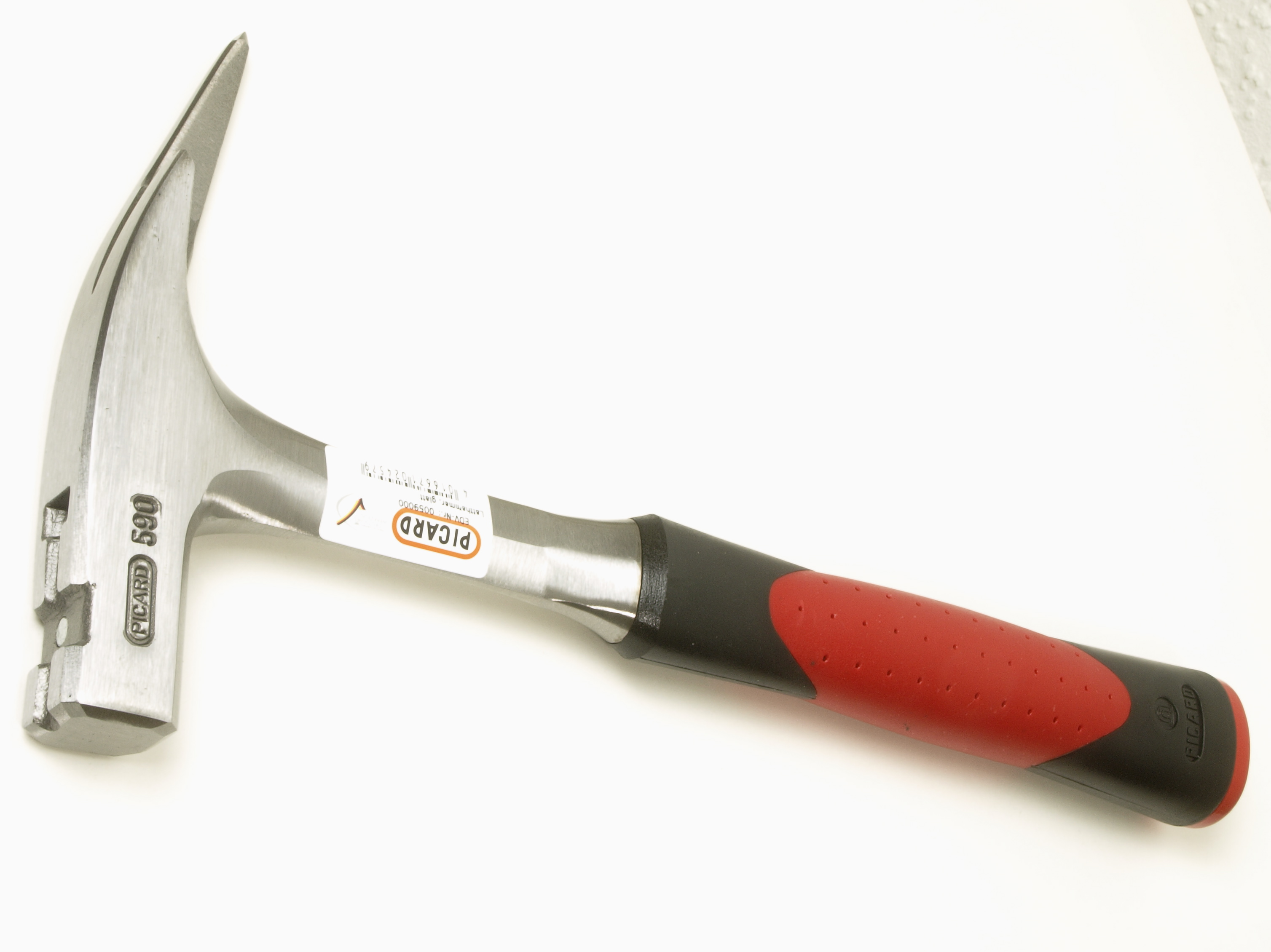
Zimmermannshammer mit Stielansatz aus einem Stück geschmiedet, mit Magnetnagelhalter

Der Zimmermannshammer, Zimmererhammer, oder Latthammer ist ein Hammer zum Einsatz im Holzbau. Er hat auf einer Seite eine Nagelbahn, auf der anderen eine Klaue zum Herausziehen von Nägeln. Im europäischen Raum werden Zimmermannshämmer verwendet, die einen Klauenzahn als Spitze verlängert haben; diese kann in Holz eingeschlagen werden, um schwere Pfetten und Sparren sicher zu bewegen.
Die Fläche der Hammerbahn ist bei Schlaghämmern oft gerippt, um ein Abrutschen von den Nagelköpfen zu verhindern. Spezielle Hämmer für Entschalungsarbeiten haben eine glatte Bahn.
Neben dem Holzbau kommen Zimmermannshammer im Schalungsbau zum Einsatz.

## Form und Funktion
Der Zimmermannshammer unterscheidet sich von anderen Hämmern am stärksten durch die asymmetrische Klaue. Haben andere Hämmer die Finne, um kleine Flächen zu hämmern, dient die Klaue zum Ziehen von Nägeln, ähnlich einem kleinen Kuhfuß, und zum Einschlagen in Holz. Um sehr schwere, ungünstig zu greifende Holzbauteile umzusetzen (z. B. eine Pfette, die komplett auf einem Auflager aufliegt), kann die Spitze, ähnlich einer Sapie, in das Werkstück eingeschlagen werden, und der Zimmermannshammer dient als Griff. Da im Holzbau oft in Positionen gearbeitet wird, in denen eine Hand zum Festhalten benötigt wird, kann der Zimmermannshammer ins Holz eingeschlagen werden, um die zweite Hand frei zu haben.
Neben der Bahn und der Klaue hat der Zimmermannshammer einen muldenförmigen Teil mit Keilschlitz, den Nagelheber. Er wird zum Heben, also zum Herausziehen von Nägeln, verwendet. Bei großen Nägeln ist es günstig, zu dem Zimmermannshammer noch eine Axt zu benutzen.
Für Nagelungen über Kopf oder an schlecht erreichbaren Stellen, an denen die Nagelstellen nicht mit beiden Händen erreicht werden können, sind manche Hammerbahnen mit einem Magnetnagelhalter versehen. Damit braucht man keine zweite Hand zum anfänglichen Halten des Nagels. Der eiserne Nagel wird hingegen in die oberhalb der Bahn ausgeformte Rille mit Ausnehmung und Anschlag für den Kopf gelegt und wird von einem versenkt eingeklebten Permamentmagneten dort ausreichend gehalten, um mit einem eher sanften Hammerschlag ein erstes Stück ins Holz getrieben zu werden. Mit der Bahn wird dann weiter eingeschlagen. Zum Einschlagen von großen Nägeln (Sparrennägel und ähnliche) wird normalerweise eine Axt oder ein Fäustel verwendet; diese haben einen längeren Stiel und einen schwereren Kopf als der Zimmermannshammer und erreichen damit einen wesentlich höheren Schlagimpuls.
Ein Zimmerer trägt typischerweise den Zimmermannshammer in einer Hammerschlaufe oder Werkzeugkette, die am Koppel (Gürtel) befestigt wird, während der Arbeit bei sich.
Zimmermannshämmer gibt es in unterschiedlichen Ausführungen: mit Holz-, Kunststoff- oder Stahlrohrstiel oder geschmiedetem Stiel. Die Formen mit Holz- oder Stahlrohrstiel sind in der DIN-Norm 7239 – Latthämmer – definiert.